# Pięknokwiat
Pięknokwiat, dynante (Deinanthe Maxim.) – rodzaj roślin z rodziny hortensjowatych (Hydrangeaceae). Według The Plant List w obrębie tego rodzaju znajdują się dwa gatunki. Oba włączane są do rodzaju hortensja Hydrangea w jego szerokim ujęciu. Gatunki te występują naturalnie w Azji Wschodniej – na obszarze od środkowych Chin po Japonię.  

## Morfologia
PokrójByliny z wyprostowaną łodygą. Mają zdrewniałe, pełzające kłącza.
LiścieUlistnienie jest naprzeciwległe. Liście u nasady pędu są łuskowate, przy jego wierzchołku występują w liczbie od 2 do 4. Blaszka liściowa jest owłosiona i ma szerokojajowaty lub eliptyczny kształt, z ząbkami na brzegu skierowanymi w stronę szczytu. Osadzone na ogonkach liściowych.
KwiatyZebrane w nagie baldachogrona. Na brzegu często mają kilka małych, płonnych kwiatów z 3–4 płatkami. Kwiaty płodne są zwieszone, mają 5 działek kielicha o okrągłym kształcie, przypominają płatki. Płatków jest 5–8, mają zaokrąglony kształt, są nietrwałe. Pręciki są liczne, natomiast słupek jest jeden. Zalążnia jest dolna, o stożkowatym kształcie, 5-komorowa, zawiera liczne nasiona.

## Biologia i ekologia
Rośnie na chłodnych i wilgotnych stanowiskach. Najlepiej rośnie w cieniu. Preferuje gleby o kwaśnym odczynie. Charakteryzuje się powolnym tempem wzrostu. Jest relatywnie trudny w uprawie. Rozmnaża się przez wysiew nasion lub, wegetatywnie, przez podział pędów. 

## Systematyka
Według APWeb rośliny te należą do rodzaju hortensja (Hydrangea L.), natomiast The Plant List i ARS-GRIN uznają Deinanthe za odrębny rodzaj w rodzinie hortensjowatych (Hydrangeaceae). Jeszcze inne źródła klasyfikują ten rodzaj w obrębie skalnicowatych (Saxifragaceae Juss.). 
Lista gatunków
- Deinanthe bifida Maxim. – pięknokwiat dwudzielny
- Deinanthe caerulea Stapf – pięknokwiat błękitny